# Chandé (Colombia)
El chandé es un aire musical folclórico originario del Caribe Colombiano.  Es un ritmo alegre y fiestero que hace parte de la idiosincrasia costeña y de los carnavales. Proviene de la fusión de ritmos indígenas con la música negra africana y se ejecuta de manera tradicional con un tambor alegre, maracas, flautas de millo o gaitas, acompañadas por las palmas de los danzantes. Al ser interpretado por una orquesta, la tambora sería reemplazada por un timbal (paila) o una batería, y los otros tambores por congas. El chandé es un ritmo de cortejo y no importa la manera del cortejo sino la forma en la que se demuestra...

## Danza del Garabato

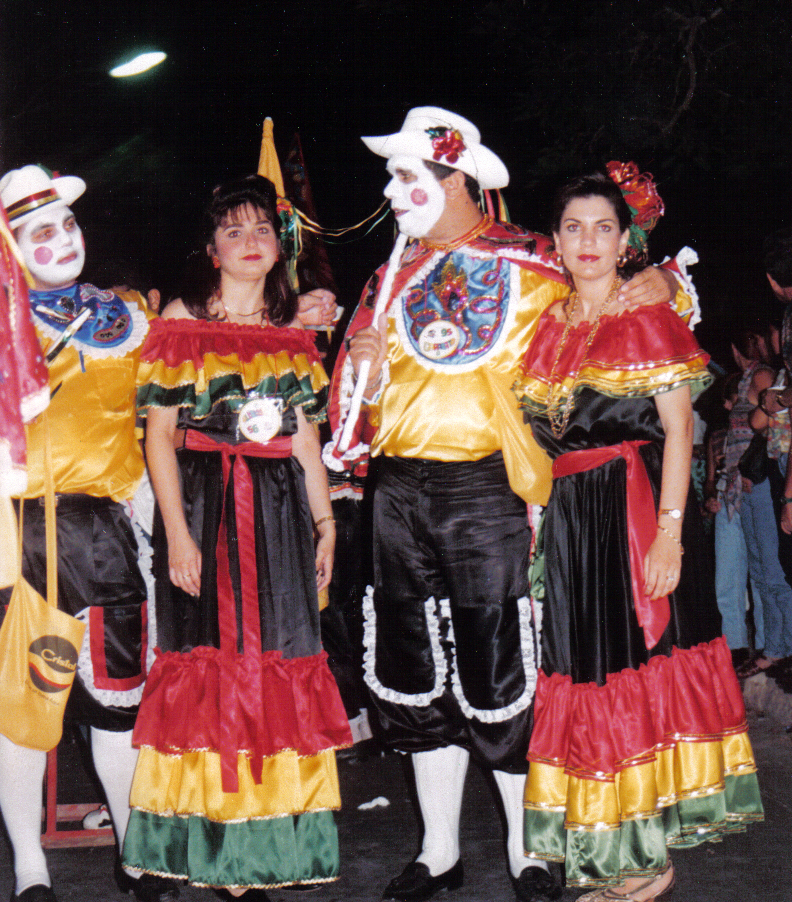
El chandé es el ritmo utilizado por la danza del Garabato del carnaval de Barranquilla

En el carnaval de Barranquilla, el chandé tiene su espacio en la danza del Garabato. Esta danza coreográfica representa el enfrentamiento entre la vida y la muerte. Actualmente este baile se considera una de las danzas populares del carnaval.

## Ejemplos
- Te olvidé de Antonio María Peñaloza Cervantes. Es considerada el Himno del Carnaval de Barranquilla.[1]
- La muletilla tradicional. Famosa es la versión de la cantaora Martina Camargo.
- Adiós, mulata tradicional. Famosa es la versión de la cantaora Totó la Momposina.
- A las doce menos diez interpretada por Carlos Vives.
- Danza del Garabato tradicional del folclor costeño.
- Volvió Juanita en versión de María Mulata (originalmente es un merengue).